# Здание Орджоникидзевского военного училища пограничных и внутренних войск НКВД

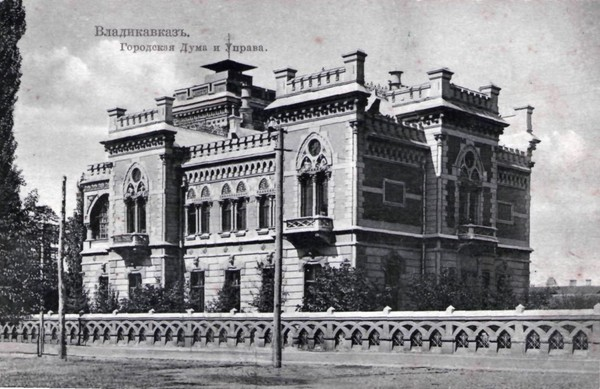
Здание Городской Думы (Дворец Штейнгеля), разрушенное в 1919 году. На месте этого здания было построено училище МВД.

 Здание Орджоникидзевского военного училища пограничных и внутренних войск НКВД — памятник архитектуры во Владикавказе, Северная Осетия. Объект культурного наследия России регионального значения. Находится в историческом центре города на углу проспекта Мира, д. 2 и улицы Церетели, д. 1. На южной стороне здания находится главный вход, который выходит на площадь Свободы. Восточная часть стены ограничена улицей Ленина.
Соседним домом по проспекту мира через улицу Бутырина является здание бывшего Владикавказского окружного суда (д. № 4, объект культурного наследия) и по улице Церетели — дом № 3 (объект культурного наследия).

## История
До 1919 года на месте современного здания училища МВД располагалась Городская Дума (иное название — Дворец Штейнгеля), которая была разрушена в феврале 1919 года во время Гражданской войны. До 1930-х годов здесь же находились небольшие здания дореволюционного Терского отделения Кавказского округа путей сообщения, которые были разрушены при строительстве современного здания.
В 1937 году на этом месте по проекту архитекторов Петухова и Б. Р. Симонова было построено здание Орджоникидзевского военного училища пограничных и внутренних войск НКВД ССР. Первый выпуск офицеров состоялся 18 сентября 1938 года. Осенью 1942 года личный состав училища участвовал в сражениях по обороне города. В августе 1942 — январе 1943 годов в здании находился штаб Орджоникидзевской стрелковой дивизии войск НКВД, которая внесла значительный вклад в разгром немецко-фашистских войс под Орджоникидзе.
С 1974 года в здании действовало Орджоникидзевское высшее военное командное краснознаменное училище им. С. М. Кирова МВД СССР и с 2000 года — Северо-Кавказский краснознамённый военный институт внутренних войск МВД России. За годы действия военного училища-института его окончили 29 тысяч офицеров; более 150 выпускникам присвоено высшее офицерское звание «генерал».

## Архитектура
На углах четырёхэтажного здания находятся повышенные до пяти этажей секции. Цоколь здания сложен из крупных камней грубой околки. Стены фасада покрыты штукатуркой с добавлением стекла и слюды.

## Галерея

Мемориальная доска Дивизии войск НКВД с портретом генерал-майора В. И. Киселёва. Установлена в 2015 году[6].
Мемориальная доска Северо-Кавказскому военному институту внутренних войск
Мемориальная доска Николаю Петровичу Мазину. Установлена 9 мая 2015 года[7]